# شیخو
شیخو (به اویغوری: شىخۇ شەھىرى، به قزاقی: شيحۋ قالاسى) و یا  ووسو (به چینی: 乌苏市، به پین‌یین: Wūsū Shì) یک شهر (در سطح شهرستان) در ولایت تارباغاتای، که خود تابع ولایت خودمختار ایلی قزاق در منطقه خودمتار سین‌کیانگ اویغور چین است. شهر شیخو ۱۴٬۳۹۴ کیلومتر مربع مساحت و ۲۶۲٬۹۰۶ نفر جمعیت دارد.
در همسایگی غربی شهر شیخو،‌ دو شهر کویتون و مایتاغ/دوشانزی قرار دارد. این سه شهر روی هم یک «کلانشهر» با جمعیتی معادل با ۵۷۶٬۴۳۲ نفر (۲۰۲۰ میلادی) تشکیل می دهند.

## جمعیت
| ترکیب قومیتی شهر شیخو | ترکیب قومیتی شهر شیخو | ترکیب قومیتی شهر شیخو | ترکیب قومیتی شهر شیخو | ترکیب قومیتی شهر شیخو |
| --------------------- | --------------------- | --------------------- | --------------------- | --------------------- |
| قومیت                 | قومیت                 |                       | درصد                  | درصد                  |
| هان                   | هان                   |                       | ۶۱٫۰٪                 | ۶۱٫۰٪                 |
| هوئی                  | هوئی                  |                       | ۱۶٫۲٪                 | ۱۶٫۲٪                 |
| قزاق                  | قزاق                  |                       | ۱۰٫۴٪                 | ۱۰٫۴٪                 |
| اویغور                | اویغور                |                       | ۸٫۰٪                  | ۸٫۰٪                  |
| مغول                  | مغول                  |                       | ۳٫۶٪                  | ۳٫۶٪                  |
| شیبه                  | شیبه                  |                       | ۰٫۱٪                  | ۰٫۱٪                  |
| روس                   | روس                   |                       | ۰٫۱٪                  | ۰٫۱٪                  |
| منجو                  | منجو                  |                       | ۰٫۱٪                  | ۰٫۱٪                  |
| سایر                  | سایر                  |                       | ۰٫۵٪                  | ۰٫۵٪                  |
| منبع سرشماری جمعیت :  |                       |                       |                       |                       |